# Eduard Marius van Beyma
Eduard Marius van Beyma (Harlingen, 6 juni 1755 - Zweins, 6 augustus 1825) was een Nederlands bestuurder.

## Biografie
Van Beyma was een zoon van Julius Matthijs van Beyma (1727-1808), secretaris van de Admiraliteit van Friesland, en Fokel Helena van Burmania (1728-1801). Eduard Marius werd op 12 juni 1755 gedoopt in de Westerkerk te Harlingen. Hij was een telg uit de familie Van Beyma.
Van Beyma werd in 1772 ingeschreven als student rechten aan universiteit van Franeker, al is niet bekend wanneer hij promoveerde. Hij werd advocaat te Harlingen en trad onder meer op als Statenlid en Gedeputeerde. Hoewel hij gelijk stemgedrag vertoonde, was hij gematigder dan zijn broer Court Lambertus en volgde hij deze niet naar Franeker om daar een coup voor te bereiden. Van Beyma was gedurende de Franse Tijd in Nederland onder meer lid van de Eerste Nationale Vergadering, de Tweede Nationale Vergadering, de Constituerende Vergadering, het Vertegenwoordigend Lichaam en het Wetgevend Lichaam. Zijn toetreding tot de Nationale Vergadering werd in eerste instantie tegengewerkt. Gedurende de vergadering had Van Beyma een eigenzinnige houding en voerde hij oppositie tegen de Republikeinen. Evenals zijn broer Court Lambertus behoorde Van Beyma tot de 600 hoogstaangeslagenen in 1811. In tegenstelling tot zijn broer werd Eduard Marius in 1814 wel uitgenodigd om deel te nemen aan de Vergadering van Notabelen om te stemmen over een nieuwe grondwet. Van Beyma is daar echter niet verschenen. Na functies binnen het Departement Friesland te hebben bekleed werd hij in 1816 grietman van Franekeradeel.
Hij overleed ongehuwd op 70-jarige leeftijd in Zweins. Van de bewaard gebleven memories van successie van Friesland van de periode 1818-1856 neemt de waarde van de nalatenschap van Van Beyma de tweehonderdste plaats in. Zijn enige testamentaire erfgenaam was zijn neef Petrus Johannes van Beyma (1783-1830). De Kingmastate liet van Beyma na aan een andere neef, Julius Matthijs van Beyma thoe Kingma, die hem tevens opvolgde als grietman van Franekeradeel. Het Dekemahuis dat hij bezat in de stad Franeker liet hij na aan de grietenij Franekeradeel. Dit pand werd voor de ene helft bestemd als grietenijhuis en voor de andere helft als koffiehuis.

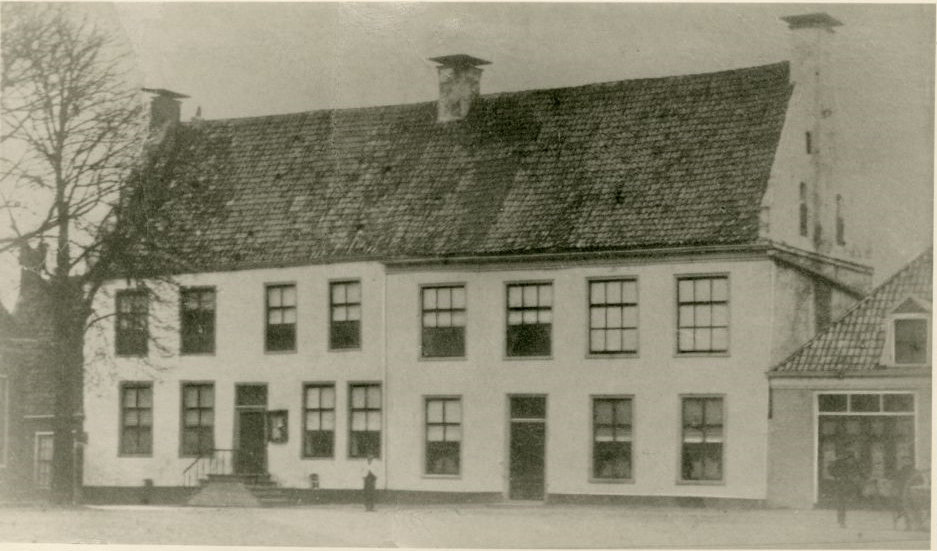
Het Dekemahuis in Franeker dat door Van Beyma aan de grietenij Franekeradeel nagelaten werd.